# Jordan Ward
 (octobre 2024).
Pour les articles homonymes, voir Ward.
Jordan Alexander Ward (né le 25 mars 1995), connu professionnellement sous le nom de Jordan Ward, est un chanteur, auteur-compositeur et danseur américain. Il a commencé sa carrière comme danseur avant de se tourner vers la musique. Ward a lancé sa carrière musicale professionnelle en 2017 avec la sortie de son premier single, Tapas. Il a été reconnu en 2022 avec son single  Lil Baby Crush , Ward a reçu des nominations en 2024 pour le NAACP Image Award for Outstanding New Artist lors de la 55e NAACP Image Awards.
En 2023, Ward sort son deuxième album studio, FORWARD, qui connaît un succès commercial,.

## Début de la vie
Jordan Ward est né le 25 mars 1995 et a grandi à St. Louis, Missouri. Dès son plus jeune âge, il manifeste une forte passion pour les arts, en particulier la danse et la musique,,.

## Carrière

### Carrière de danseur
Jordan a étudié la danse, notamment le ballet, le jazz et le hip-hop, tout au long de son adolescence. Avant de se lancer dans la musique, Jordan Ward s’est imposé comme un danseur talentueux. Il s'est formé et s'est produit avec diverses compagnies de danse et dans de nombreuses productions scéniques. Il a finalement travaillé comme danseur professionnel, se produisant avec des artistes populaires et sur des plateformes importantes. Dès la sortie du lycée, il a déménagé à Los Angeles, où il a trouvé du travail comme danseur suppléant, en tournée avec Justin Bieber, Becky G et d'autres.

### Carrière musicale
La transition de Ward de la danse à la musique a été marquée par son désir d'explorer de nouveaux débouchés créatifs. Il a commencé à écrire et à enregistrer ses chansons en 2017  . Son expérience en danse a considérablement influencé son style musical, lui permettant de l'intégrer dans ses performances,. En 2017, Jordan Ward a sorti son premier projet, A Peak at the Summit. Le projet a retenu l'attention. À la suite de cela, il a sorti plusieurs singles et EP, dont MUSTARD avec 6LACK, établissant sa présence dans l'industrie musicale,,. Il a sorti FORWARD un album RnB et s'est produit aux 55e NAACP Image Awards, où il a également été nommé pour le prix NAACP Image Award du nouvel artiste exceptionnel.

## Discographie
- A peak at the summit (2017)
- Valley Hopefuls (2019)
- Remain Calm (2021)[16]
- FORWARD (2023)
- JRNY (2024)[17]

## Prix et nominations
| Année | Événement                   | Catégorie                                              | Résultat   | Réf.   |
| ----- | --------------------------- | ------------------------------------------------------ | ---------- | ------ |
| 2023  | Prix de l'image de la NAACP | Prix NAACP Image Award pour le meilleur nouvel artiste | Nomination | [ 18 ] |